# Thuspeinanta
Thuspeinanta – rodzaj roślin z rodziny jasnotowatych. Obejmuje dwa gatunki występujące na suchych obszarach południowo-zachodniej Azji – od Arabii Saudyjskiej, Izraela i Syrii po Turkmenistan, Afganistan i południowo-zachodni Pakistan.

## Morfologia
PokrójNiewielkie rośliny roczne pokryte włoskami prostymi, nierozgałęzionymi.
LiścieOgonkowe, o blaszce wąskiej, całobrzegiej lub ząbkowanej.
KwiatyZebrane w kwiatostan groniasty. U nasady szypułek z przysadkami zawijającymi się w czasie owocowania. Kielich jest 5-działkowy, rozdęty w czasie owocowania, z łatkami równymi lub nie, z górną łatką skierowaną ku górze. Różowa korona kwiatu ma dwie wyraźne wargi – górna jest dwupłatkowa, długa, płytko kapturkowata, dolna jest trójłatkowa. Pręciki nie wystają poza koronę lub są nieco tylko od niej dłuższe. Łatki znamienia są równej długości, czasem dolna łatka jest szersza.
OwoceNiełupki podługowate (do 3 razy dłuższe niż szersze), w górze zaokrąglone i gładkie.

## Systematyka
Pozycja systematyczna
Rodzaj z plemienia Stachydeae w obrębie podrodziny Lamioideae z rodziny jasnotowatych Lamiaceae.
Wykaz gatunków
- Thuspeinanta brahuica (Boiss.) Briq.
- Thuspeinanta persica (Boiss.) Briq.